# المنطقة الشمالية (البرازيل)
المنطقة الشمالية هي إحدى الأقاليم الخمسة في البرازيل. يبلغ عدد سكانها 14726059 نسمة وذلك حسب إحصائيات سنة 2005. تبلغ مساحتها 3853327.2 كم². وهي أكبر ولاية في البرازيل تقع في شمال والشمال الغربي من خارطة البرازيل وتضم سبعة ولايات.